# Operatie Substance
Operatie Substance was een Britse marineoperatie in de Middellandse Zee tijdens de Tweede Wereldoorlog. Het doel was om een konvooi van Gibraltar naar Malta te escorteren, in juli 1941.
Het konvooi zelf werd geëscorteerd door zes torpedobootjagers en werd gedekt door het vliegdekschip HMS Ark Royal, de slagkruiser HMS Renown en het slagschip HMS Nelson, met enkele andere kruisers en torpedobootjagers.
Op 23 juli, ten zuiden van Sardinië, werd het konvooi enkele keren aangevallen door Italiaanse vliegtuigen, waarbij één kruiser werd beschadigd en één torpedobootjager tot zinken werd gebracht. Het troepentransportschip Sydney Star werd getorpedeerd door een Italiaanse MAS-boot en zwaar beschadigd. De HMAS Nestor bracht haar veilig terug naar de haven.
Uiteindelijk wisten alle koopvaardijschepen Malta te bereiken. Een Italiaanse aanval nabij Grand Harbour mislukte nog. Ten minste twaalf vliegtuigen van de asmogendheden werden neergehaald door Fairey Fulmar vliegtuigen en luchtafweergeschut vanaf de schepen. Zes vliegtuigen van de geallieerden gingen verloren.